# 最高人民会議常任委員会
最高人民会議常任委員会（さいこうじんみんかいぎじょうにんいいんかい）は、朝鮮民主主義人民共和国（北朝鮮）の最高主権機関および立法機関である最高人民会議の常設機関。最高人民会議の休会中は最高主権機関となり、立法権を行使する。

## 概要
1948年9月8日の最高人民会議第1期第1回会議において朝鮮民主主義人民共和国憲法（1948年憲法）が制定され、最高人民会議常任委員会が設置された。1948年憲法において最高人民会議常任委員会は最高人民会議閉会中の最高主権機関とされ、また最高人民会議の招集権や最高人民会議で制定された法令の公布、憲法・法令の解釈権および憲法・法令に違反する内閣の決定・指示の廃止などの権限を付与された。さらに外国との条約の批准及び廃棄、外国に駐在する大使・公使の任命及び召還、外国使臣の信任状及び解任状の接受などの権限も与えられ、対外的に国家元首の権能も果たした。
1972年12月27日の朝鮮民主主義人民共和国社会主義憲法（1972年憲法）制定によって、最高人民会議常任委員会は廃止され、新たに国家元首として朝鮮民主主義人民共和国主席が設置された。そして、最高人民会議常任委員会に代わる最高人民会議の常設機関として最高人民会議常設会議が設置された。しかし、最高人民会議常設会議は以前の最高人民会議常任委員会よりも権限は縮小された。
1994年7月8日に国家主席の金日成が死去して後、国家主席は空席となり、1998年9月5日の憲法改正によって国家主席職および最高人民会議常設会議は廃止され、最高人民会議常任委員会が復活して最高人民会議閉会中の最高主権機関および立法機関として位置づけられた。また、最高人民会議常任委員会委員長が対外的な国家元首の権能を果たすこととなった。
2019年4月の憲法改正によって国務委員会委員長が国を代表すると規定され、以降は国務委員長が国家元首と位置づけられている。ただし後述するとおり、最高人民会議委員長の対外的な職務に関しては変更されていない。

## 選出・任期
最高人民会議常任委員会は委員長、副委員長、書記長、委員によって構成される。また、若干名の名誉副委員長を置くことができる。構成員は最高人民会議によって選出・解任される。任期は最高人民会議の任期と同じとされているため、5年。ただし、最高人民会議常任委員会は最高人民会議の任期が終了した後も、新たな常任委員会が選挙される時までその任務を引き続き遂行する。

## 職権
最高人民会議常任委員会はその職務について最高人民会議に対して責任を負う。2009年4月改正の現行憲法による最高人民会議常任委員会の職権は以下の通り。
- 最高人民会議の招集。
- 最高人民会議閉会中に提起された新しい部門法案及び規定案、現行部門法および規定の修正、補充案を審議・採択する。採択・実施される重要部門法については、次回最高人民会議の承認を受けなければならない。
- やむを得ない事情で最高人民会議閉会中に提起される国家の人民経済発展計画、国家予算およびその調節案を審議し、承認する。
- 憲法および現行部門法、規定を解釈する。
- 国家機関の法遵守執行を監督し、対策を立てる。
- 憲法、最高人民会議法令および決定、朝鮮民主主義人民共和国国防委員会委員長命令、国防委員会決定および指示、最高人民会議常任委員会政令・決定・指示に違反する国家機関の決定および指示を廃止し、地方人民会議の誤った決定執行を停止させる。
- 最高人民会議代議員選挙を主宰し、地方人民会議代議員選挙の事業を組織する。
- 最高人民会議代議員に関係する事業を行う。
- 最高人民会議部門委員会に関係する事業を行う。
- 内閣の委員会、省を新設または廃止する。
- 最高人民会議休会中に内閣総理の提案によって、副総理、委員長、相、それ以外の内閣構成員を任免する。
- 最高人民会議常任委員会部門委員会構成員の任免。
- 中央裁判所判事、人民参審員を選出または解任する。
- 外国と結んだ条約を批准または廃棄する。
- 外国に駐在する外交代表の任命又は召還を決定し、発表する。
- 勲章とメダル、名誉称号、外交職級を制定し、勲章とメダル、名誉称号を授与する。
- 大赦権の行使。
- 行政単位および行政区域を新設または変更する。
- 外国国会、国際議会機構に関係する事業をはじめとした対外事業を行う。

以上の職権に関して、最高人民会議常任委員会は政令および決定・指示を出す。 

## 常任委員長
現行憲法によると、最高人民会議常任委員会委員長（以下この項で「常任委員長」）は常任委員会の活動を主宰し、最高人民会議常任委員会全体会議（全委員で構成）および常務会議（委員長・副委員長・書記長で構成）を招集して常任委員会の職権を実行する際に提起される重要な問題を討議・決定する。また、国家を代表して外国使節の信任状および召喚状を接受するという対外的な国家元首としての権能を有する。2019年4月の憲法改正により、国を代表するのは国務委員会委員長と定められているが、最高人民会議委員長の職務に関しては変更されていない。
なお1998年憲法上、北朝鮮の国家元首格はこの常任委員長であったが、同年9月5日の最高人民会議第10期第1回会議において、北朝鮮の最高指導者である金正日（朝鮮労働党総書記）の国防委員長推戴が常任委員長の選出に先立って行われ、金永南（同日、常任委員長に就任）が推戴演説で国防委員長を「国家の最高職責」と宣言したことから、事実上は金正日が北朝鮮の国家元首と看做された。その後、2016年に国防委員会に替わって国務委員会が設置される。そして2019年4月の憲法改正で国務委員長は正式に「国家の最高指導者」として明記され、国家元首として位置づけられたが、上述のとおり常任委員長が対外的な国家元首としての職責を果たしている。

### 歴代常任委員長
最高人民会議常任委員長（1948年 - 1972年）
- 初代：金枓奉（1948年9月8日 - 1957年9月20日）
- 第2代：崔庸健（1957年9月20日 - 1972年12月28日）

最高人民会議常設会議議長（1972年 - 1998年）
最高人民会議議長が常設会議の議長を兼務。
- 初代：黄長燁（1972年12月28日 - 1983年4月7日）
- 第2代：楊亨燮（1983年4月7日 - 1998年9月5日）

最高人民会議常任委員長（1998年 - ）
- 第3代：金永南（1998年9月5日 - 2019年4月11日）
- 第4代：崔竜海（2019年4月11日 - ）

## 構成員
2019年4月11日の最高人民会議第14期第1回会議の第1日会議で選出された構成員は以下の通り。なお2019年8月29日の第14期第2回会議では副委員長の金永大が解任され、朴勇一が就任した。また2020年4月12日の第14期第3回会議では高吉先、金栄歓の両氏が補選された。2021年9月29日の第14期第5回会議では、太亨徹に代わって姜潤石が副委員長に就任するなど、構成員に変更があった。
- 委員長：崔龍海
- 副委員長：太亨徹→姜潤石、金永大→朴容日
- 書記長：鄭英国→高吉先
- 委員：金英哲、金能五、康智英、朱英吉、金昌葉、張春実、朴明哲、李明哲、康寿麟、康明哲、李哲、金栄歓、文哲、朴仁哲、韓鍾革、金正順、孟京日